# Bedeutungsperspektive

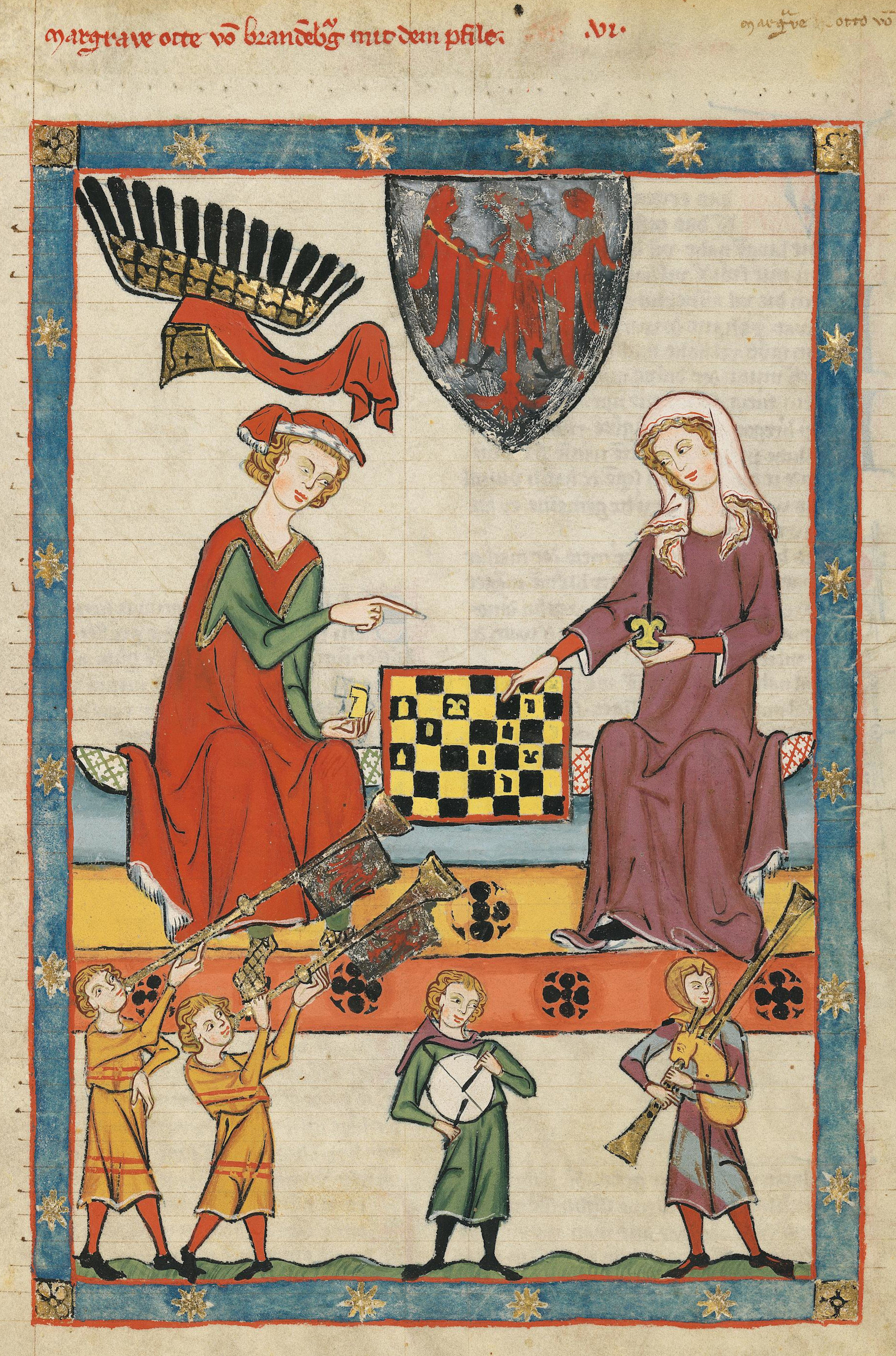
Darstellung aus der Manessischen Liederhandschrift (14. Jh.): Die Adeligen sind deutlich größer dargestellt als die Musikanten

Die Bedeutungsperspektive ist ein semantisch geleitetes Darstellungsprinzip der Malerei des Altertums und des Mittelalters.
In den Bildwerken des Alten Ägypten werden höher gestellte Personen und Götter größer dargestellt als Untergebene.
Die Zentralperspektive, die bereits in der Antike ansatzweise genutzt wurde, geriet im Mittelalter wieder in Vergessenheit und machte der Bedeutungsperspektive Platz. Das Räumlichkeitsdenken ging verloren und kehrte erst mit der Renaissance zurück. Stattdessen wurden in der gotischen Malerei Figuren und Bildpersonal gemäß ihrer Bedeutsamkeit im Bild dargestellt. So wurden beispielsweise Heilige in der Mitte eines Bildes groß gezeigt, während sich die Stifter des Werkes daneben verkleinert abbilden ließen, ohne dass auf räumliche Bezüge oder Proportionen Rücksicht genommen wurde (so genannte Stifterbilder).
Seitdem andere Medien der bildenden Kunst den Anspruch naturalistischer oder gar dokumentarischer Wiedergabeverpflichtungen abgenommen haben, finden sich bei den figürlichen Darstellungen der klassischen Moderne wie auch in der zeitgenössischen Kunst wieder vermehrt Beispiele für den Einsatz von Bedeutungsperspektiven.
Abbildungen in Bedeutungsperspektive finden sich auch in der Naiven Kunst und bei Kinderzeichnungen.
In der Kartographie nennt man eine Karte mit größenmäßiger Betonung bestimmter inhaltlicher Merkmale Kartenanamorphote.